# روگرسونگاما
روگرسونگاما (به لاتین: Rogersongama) یک منطقهٔ مسکونی در سری‌لانکا است که در استان مرکزی (سری‌لانکا) واقع شده‌است.